# Vijeće za poljski jezik
Vijeće za poljski jezik  (Rada Języka Polskiego) je organizacija za njegu i očuvanje poljskoga jezika. Osnovano je 9. rujna 1996. i sadrži 36 članova.
Vijeće je savjetodavno tijelo za pitanja uporabe poljskoga jezika. Njezin prvi predsjednik bio je profesor Valery Pisarek.
Zadače vijeća su:
- Analizae i procjene o poljskom jeziku kao i uporaba jezika u politici i društvu
- Širenje znanja o poljskom jeziku
- Procjena i ocjena poljskoga jezika u publikacijama u kulturi i znanosti
- Značaj jezika u gramatici, vokabularu, izgovoru, pravopisu i interpunkciji, i stilu izražavanja
- Pronalazenje rješenja za uporabu poljskog jezika u raznim područjima znanosti i tehnologije. Osobito u novim područjima
- Komentari na predložena imena za nove proizvode i usluge
- Skrb za kulturu poljskog jezika u školama
- Skrb za pravila pravopisa i interpunkcije na poljski jezik

## Vanjske poveznice
- Službena stranica
- Popis članova